# Tim Bethune
Tim Bethune, född 22 januari 1962, är en friidrottare från Kanada. Han deltog vid olympiska sommarspelen 1984.